# Басси, Луиджи (певец)
Луиджи Басси (итал. Luigi Bassi; 5 сентября 1766, Пезаро ― 13 сентября 1825, Дрезден) ― итальянский оперный певец (баритон).
Пению учился у Пьетро Моранди в Сенигаллии, где дебютировал на сцене в возрасте 13 лет, затем совершенствовался во Флоренции. В 1784 Басси был принят в пражскую оперную труппу Бондини, а в 1786 спел партию графа Альмавивы на пражской премьере оперы Моцарта «Свадьба Фигаро». Ещё через год Басси выступил в заглавной роли в премьерной постановке оперы «Дон Жуан», в дальнейшем неоднократно с успехом исполнял партии в моцартовских операх. Вскоре он переехал в Лейпциг, где он сыграл Папагено в Волшебной флейте в 1793 году. Его голос начал слабеть, но его актерские таланты сохранили его популярным и востребованным еще на несколько лет. Он продолжал выступать в Вене и Италии, прежде всего посвятив себя священной музыке. В 1806 Басси уехал из Праги в Вену, где жил под патронажем князя Лобковица, изредка выступая в опере. С 1815 до самой смерти был директором итальянской оперной труппы в Дрездене. В последние годы на оперную сцену не выходил, пел преимущественно в ораториях.